# Santi Marcellino e Pietro (titre cardinalice)
Le titre cardinalice de Santi Marcellino e Pietro est érigé par le pape Grégoire Ier en 590 en substitution du titre Santa Crescenziana érigé vers 112 par le pape Évariste et confirmé en 366 par le pape Damase Ier. Il est rattaché à l'église Santi Marcellino e Pietro al Laterano qui se trouve dans le rione de Monti au sud-est de Rome.

## Titulaires
| - Albino (590-?) - Raniero (1099-circa 1116) - Rainiero (circa 1117-1121) - Sigizzone Bianchelli (1126?) - Crescenzio (1120-1130) - Rainaldo Colimetano (1140-1165) - Roffredo dell'Isola (1191-circa 1206) - Cosmo Glusiano de Casate (1281-1287) - Jean Lemoine (1294-1313) - Gaucelme de Jean d'Euse(1316-1327) - Pasteur d'Aubenas (1350-1356) - Guillaume Farinier (1356-1361) - Philippe de Cabassolle (1368-1370) - Andrea Bontempi Martini (1378-1390) - Pierre-Raymond de Barrière (1378-1383) - Jacques de Menthonnay (1383-1391) - Angelo Barbarigo (1408-1418) - Vacant (1418-1439) - Isidore de Thessalonique (1439-1451) - Vacant (1451-1461) - Louis d'Albret (1461-1465) - Oliviero Carafa (1467-1470) - Philippe de Lévis (1473-1475) - Jorge da Costa (1476-1484) - Vacant (1484-1493) - Bernardino López de Carvajal (1493-1495) - Philippe de Luxembourg (1495-1509) - Louis d'Amboise (1510-1511) - Christopher Bainbridge (1511) - Vacant (1511-1515) - Adrien Gouffier de Boissy (1515-1517); in commendam (1517-1520) - Vacant (1520-1530) - François de Tournon (1530-1550) - Georges II d'Amboise (1550) - Pietro Bertani (1551-1558) | - Giovanni Francesco Gambara (1561-1565) - Flavio Orsini (1565-1578); in commendam (1578-1581) - Vacant (1581-1588) - Stefano Bonucci (1588-1589) - Mariano Pierbenedetti (1590-1607) - Orazio Maffei (1607-1609) - Vacant (1609-1614) - Giovanni Battista Deti (1614-1623) - Vacant (1623-1664) - Girolamo Boncompagni (1664-1684) - Vacant (1684-1690) - Giacomo Cantelmo (1690-1702) - Francesco Pignatelli (1704-1719) - Giovanni Francesco Barbarigo (1721-1730) - Sigismund Kollonitsch (1730-1740) - Vacant (1740-1753) - Vincenzo Malvezzi Bonfioli (1753-1775) - Bernardino Honorati (1777-1807) - Vacant (1807-1816) - Nicola Riganti (1816-1822) - Vacant (1822-1827) - Giacomo Giustiniani (1827-1839) - Giovanni Maria Mastai Ferretti (1840-1846) - Gaetano Baluffi (1847-1866) - Giuseppe Berardi (1868-1878) - Florian-Jules-Félix Desprez (1879-1895) - Domenico Maria Jacobini (1896-1900) - Alessandro Sanminiatelli Zabarella (1901-1910) - Vacant (1910-1914) - António Mendes Bello (1914-1929) - Manuel Gonçalves Cerejeira (1929-1977) - Jean-Marie Lustiger (1983-1994) - Aloysius Matthew Ambrozic (1998-2011) - Dominik Duka (2012- ) |